# Obernai

Obernai (în alsaciană Krüterrische) este o comună situată în districtul administrativ Bas-Rhin, Franța, iar de la 1 ianuarie 2021, pe teritoriul Colectivității Europene din Alsacia (Collectivité européenne d'Alsace), în regiunea Grand Est. La 1 ianuarie 2022 avea o populație de 12.303 de locuitori.
Această comună este situată în regiunea istorică și culturală Alsacia.
Obernai este capitala cantonului său format din comune tipic alsaciene precum Krautergersheim, numit „orașul verzelor murate”. Cu alte cinci sate, formează și comunitatea Pays de Sainte-Odile. În plus, Obernai este al doilea cel mai vizitat oraș din Bas-Rhin după Strasbourg, în special pentru frumoasele sale case cu pereți de paiantă și grinzi de lemn aparente.

## Geografie

### Localizare
Situat la 25 km sud-vest de Strasbourg și la 25 km nord de Sélestat, Obernai este unul dintre orașele câmpiei Alsaciei, la marginea sau la poalele dealurilor Vosgii.

### Localități limitrofe
Comunele limitrofe sunt Ottrott, Barr, Bernardswiller, Bischoffsheim, Bœrsch, Goxwiller, Heiligenstein, Krautergersheim, Meistratzheim, Niedernai și Saint-Nabor.

## Locuri și monumente

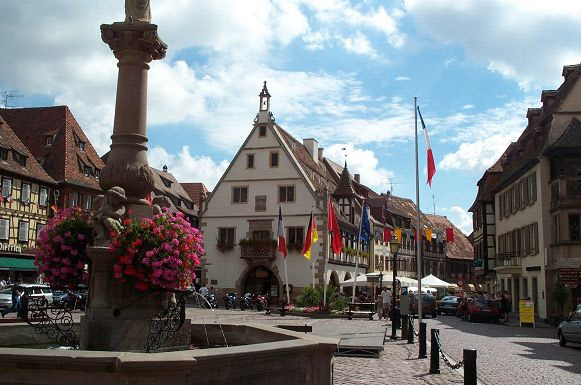
Piața centrală din Obernai
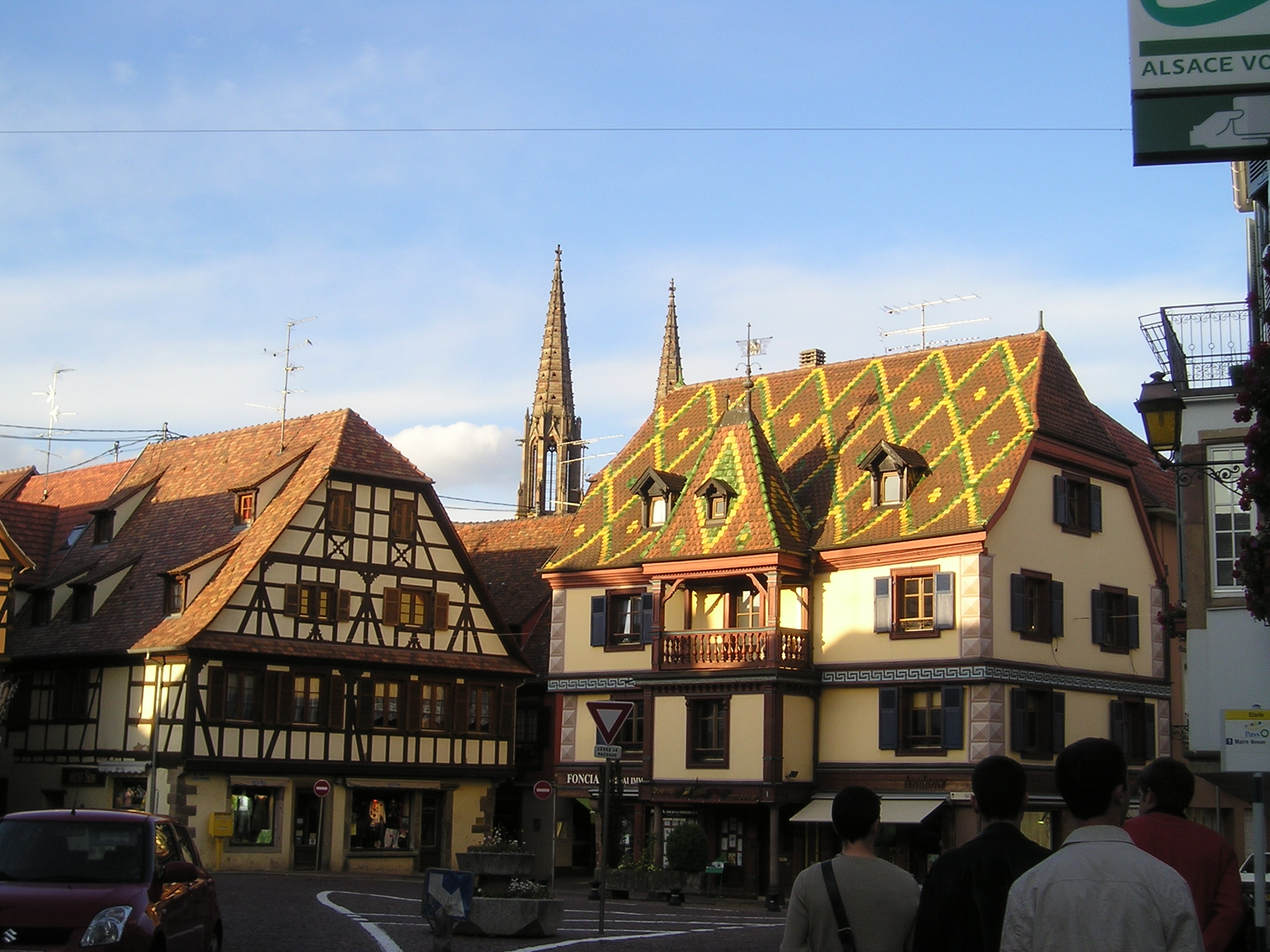
Acoperiș tipic în centrul orașului Obernai
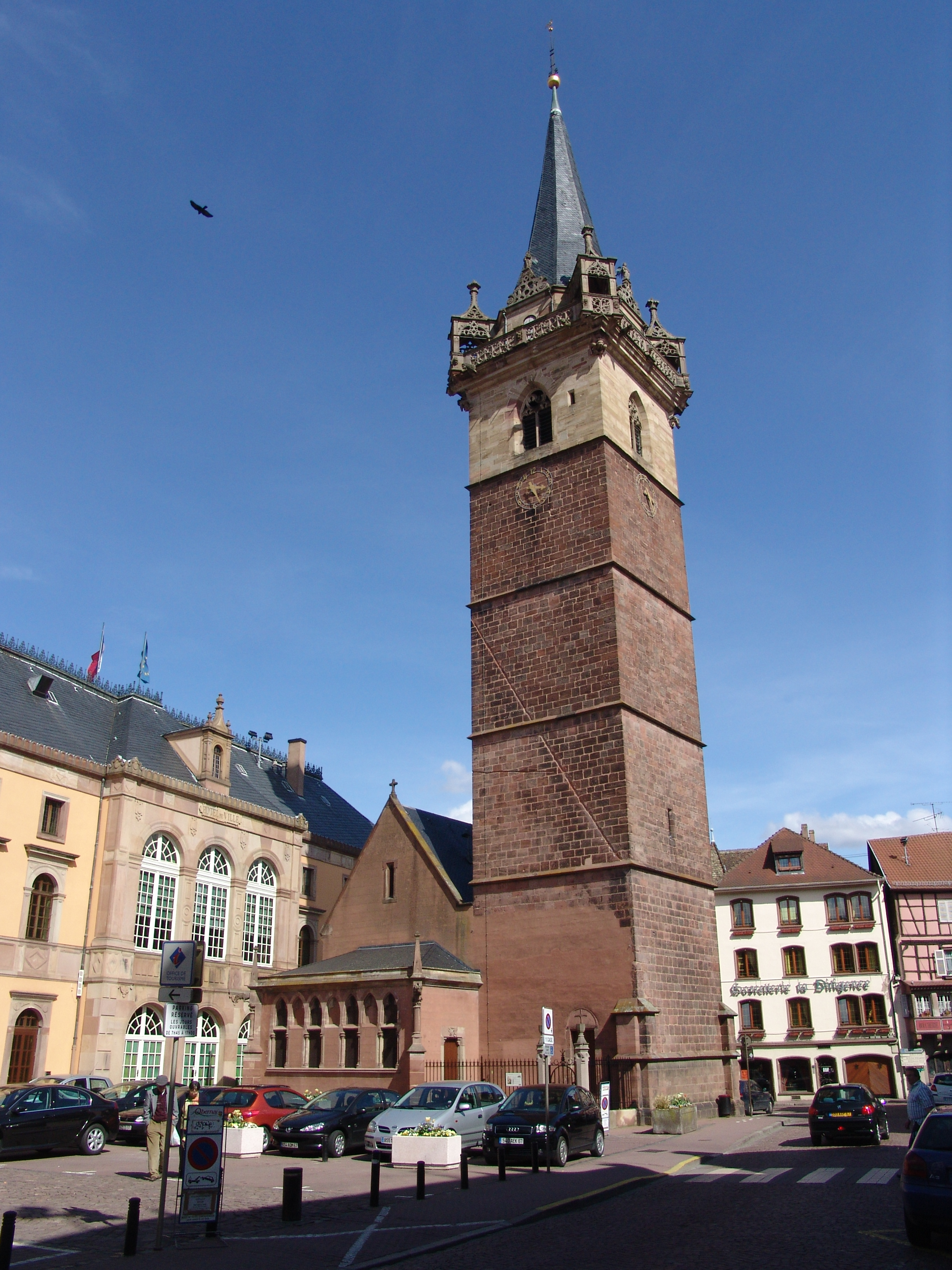
Kappelturm (secolele al XV-lea și al XVI-lea)
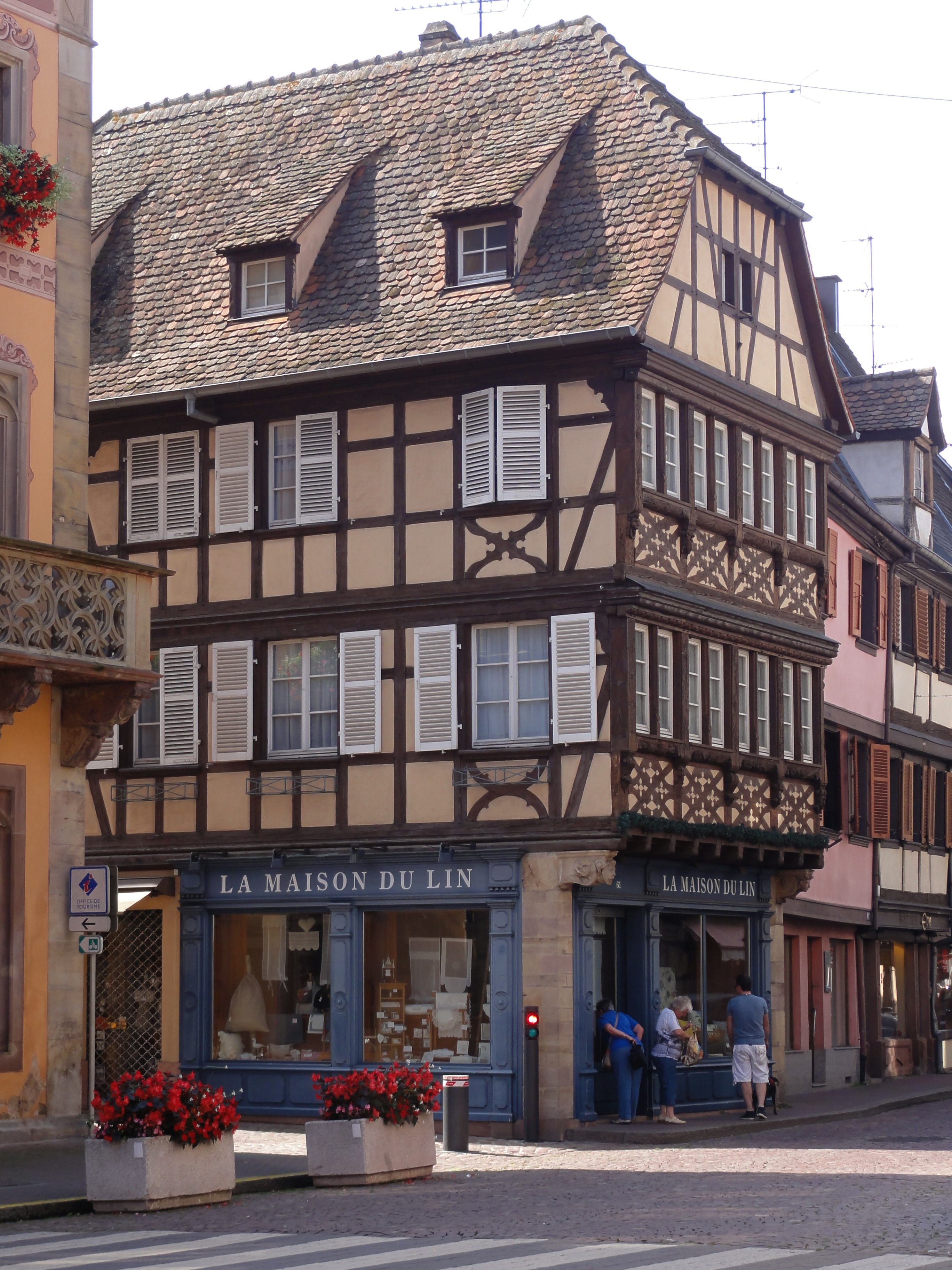
Casa Steger (secolul al XVII-lea), rue du Général-Gouraud nr. 61

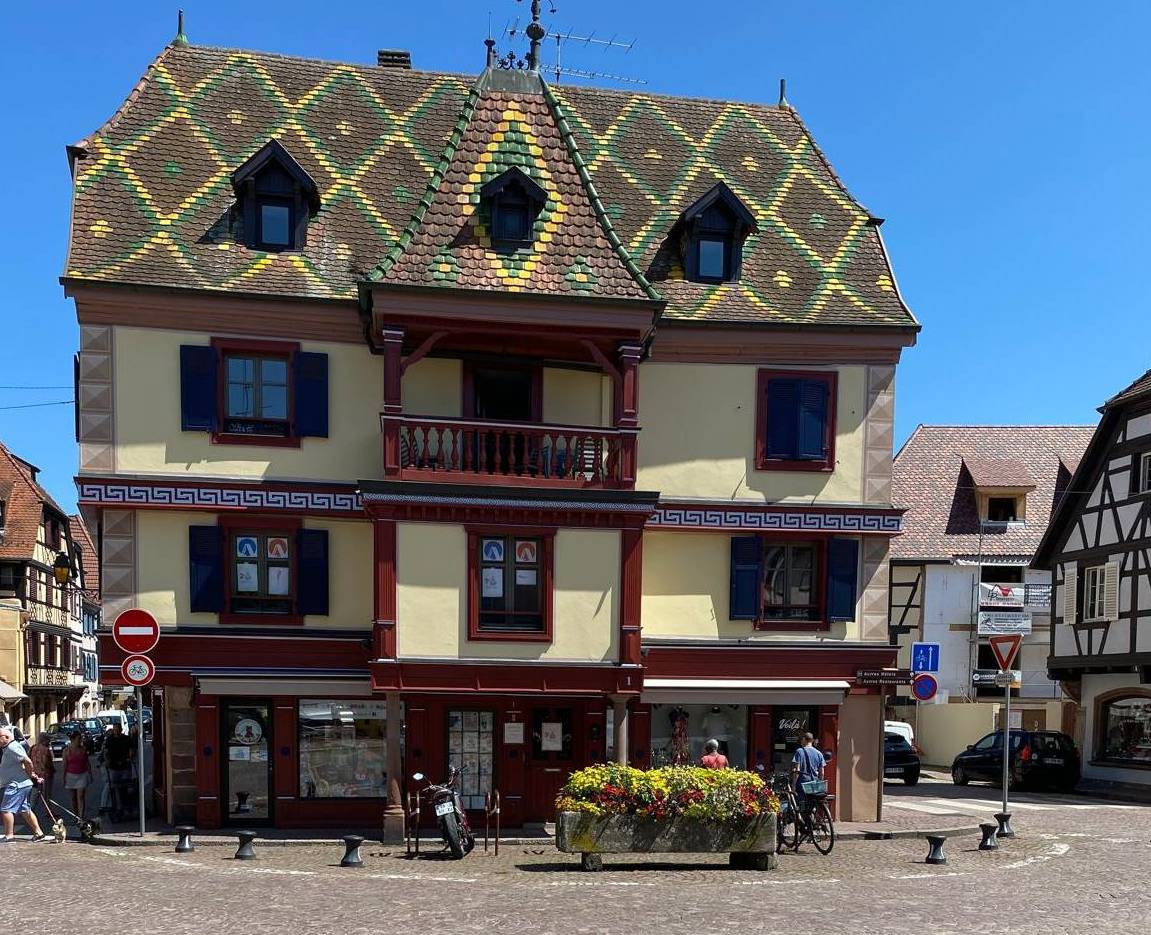
Casă cu acoperiș tipic în centrul orașului Obernai
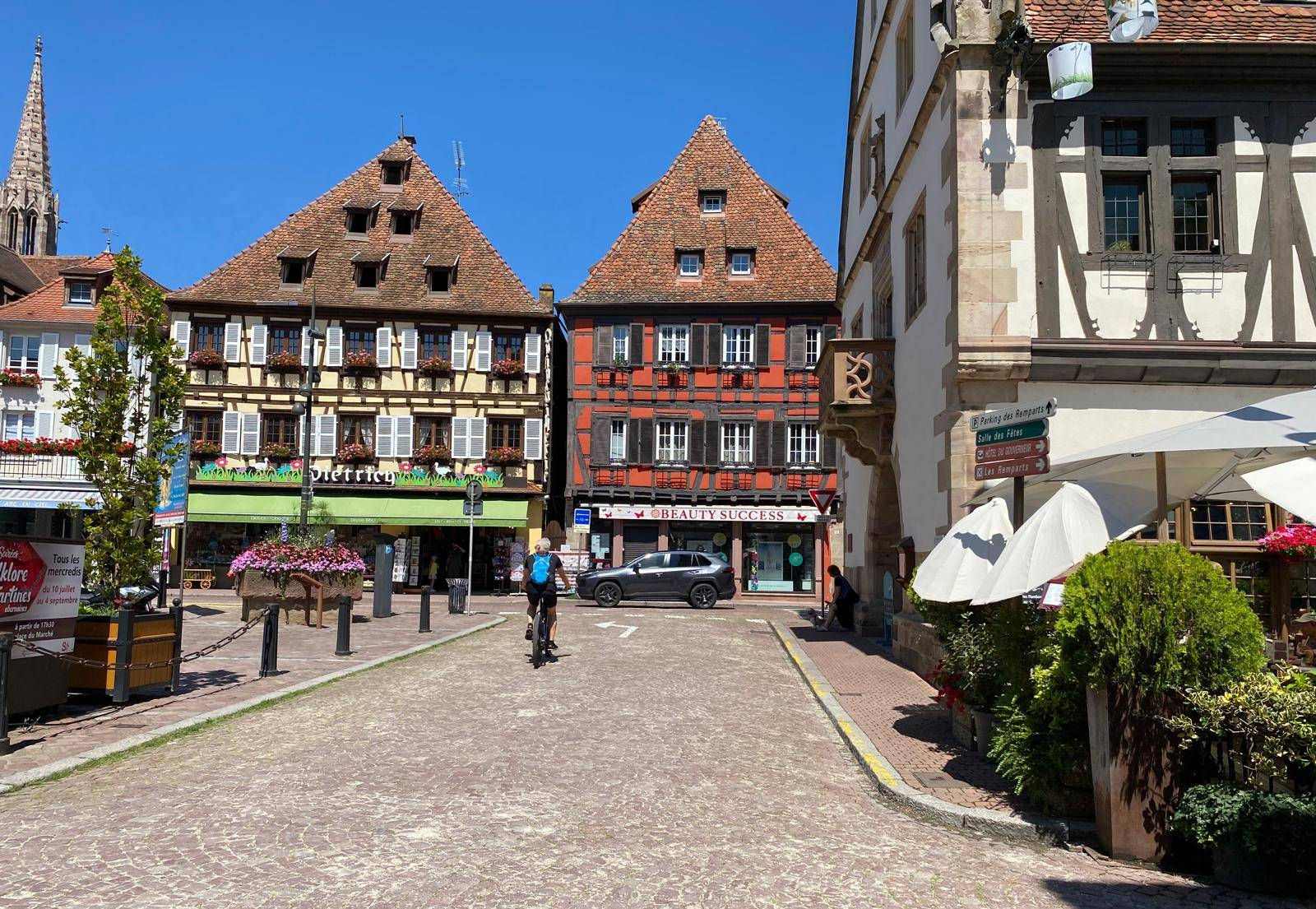
Piața centrală din Obernai